# Archipel Nansei
Pour l'archipel Ryūkyū au sens strict, voir Îles Ryūkyū.
L'archipel Nansei (南西諸島, Nansei shotō, littéralement « archipel du sud-ouest ») ou les îles Nansei, ou parfois l'archipel Ryūkyū (dénomination occidentale), est un groupe d'îles au sud-ouest du Japon, entre Kyūshū et Taïwan, formé le long de la fosse des Ryūkyū à la rencontre de la plaque d'Okinawa et de la plaque philippine. Il est composé des îles Satsunan au nord, appartenant à la préfecture de Kagoshima et des îles Ryūkyū au sud qui forment, avec les îles Daitō à l'est, la préfecture d'Okinawa. À l'exception des îles Daitō situées en mer des Philippines, les îles sont localisées en mer de Chine orientale.

## Géographie
Nansei est formé des îles habitées suivantes :
- Archipel Satsunan :
  - Archipel Ōsumi : Tanega-shima, Mage-shima, Yaku-shima, Kuchinoerabu-jima, Take-shima, Iō-jima, Kuro-shima,
  - Îles Tokara : Kuchino-shima, Nakano-shima, Suwanose-jima, Taira-jima, Akuseki-jima, Kotakara-jima, Takara-jima,
  - Îles Amami : Amami Ō-shima, Kakeroma-jima, Yoro-shima, Uke-shima, Kikai-shima, Tokuno-shima, Okinoerabu-jima, Yoron-jima,

- Archipel Ryūkyū :
  - Archipel Okinawa : Okinawa Hontō, Ie-jima, Izena-jima, Iheya-jima, Tonaki-shima, Agunijima, Kume-jima,
    - Îles Kerama : Tokashiki-jima, Zamami-jima, Aka-jima, Geruma-jima, Mae-shima ;

  - Archipel Sakishima : 
    - Îles Miyako : Miyako-jima, Ikema-jima, Ogami-jima, Irabu-jima, Shimoji-jima, Kurima-jima, Minna-jima et Tarama-jima,
    - Îles Yaeyama : Ishigaki-jima, Taketomi-jima, Kuro-shima, Kohama-jima, Yubu-jima, Iriomote-jima, Hatoma-jima, Aragusuku-jima, Hateruma-jima et Yonaguni-jima.

- Archipel Daitō, à l'est, situé en mer des Philippines de l'autre côté de la fosse de Ryukyu, parfois considéré comme partie de l'archipel Okinawa : Kitadaitō et Minamidaitō,

Les îles Senkaku, situées au nord des îles Yaeyama et Miyako et faisant partie de l'archipel Sakishima, sont composées de quatre îles et trois rochers inhabités et sont revendiquées par la République populaire de Chine et la République de Chine (Taïwan).
Historiquement, le royaume de Ryūkyū comprenait au début de son histoire les îles Amami avant que la famille Shimazu de la province de Satsuma ne conquière ces dernières.

## Histoire

### L'île Lamay
La première mention des îles dans la littérature chinoise apparaît dans Shiji. Qin Shi Huang a entendu parler des «immortels heureux» vivant sur les îles de l'Est, alors il a envoyé des expéditions là-bas pour trouver la source de l'immortalité, en vain, ces expéditions réussirent à atteindre le Japon et y déclenchèrent une révolution sociale et agricole. Les îles de l'Est sont à nouveau mentionnées comme la terre des immortels dans les Annales de la dynastie Han.
En 601, les Chinois envoient une expédition au «Pays de Liuqiu» (en mandarin standard 流求國). Ils ont noté que les gens étaient petits mais combatifs. Les Chinois ne comprenaient pas la langue locale et retournèrent en Chine. En 607, ils envoyèrent une autre expédition pour faire du commerce et ramenèrent un des insulaires. Une ambassade japonaise se trouvait à Luoyang au retour de l'expédition, et l'un des Japonais s'est exclamé que l'insulaire portait la robe et parlait la langue de l'île de Yaku.

## Patrimoine
Une partie de l'archipel, composée des îles Amami Ō-shima, Tokuno-shima, de la partie nord de l'île d'Okinawa et d'Iriomote-jima ont été ajoutées à la liste du patrimoine mondial de l'UNESCO le 26 juillet 2021 en raison de leurs attributs naturels. Ce site a été inscrit pour sa grande valeur de biodiversité, avec une proportion très élevée d’espèces endémiques dont beaucoup sont menacées au niveau mondial.